# Список астероидов, пересекающих орбиту Земли

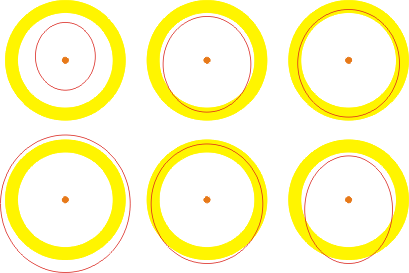
Внутренняя орбита: левый верхний;
Внешняя орбита: левый нижний;
Внутренний грейзер: средний верхний;
Внешний грейзер: средний нижний;
Коорбитальная орбита: правый верхний;
Кроссер-орбита: правый нижний

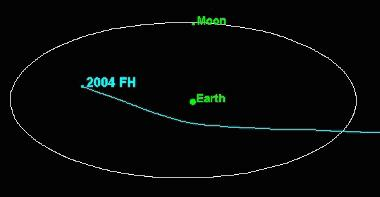
Траектория астероида 2004 FH в системе Земля-Луна

Пролёт сближающегося с Землёй астероида 2004 FH в марте 2004 года. Другим объектом, мелькнувшим на общем фоне, является искусственный спутник

Земля-кроссеры — это околоземные астероиды, орбиты которых пересекают орбиту Земли. Перигелий орбиты у таких астероидов располагается внутри орбиты Земли, то есть он меньше афелия Земли (1,017 а. е.), но больше её перигелия (0,983 а. е.).
В данный список входит 2 широко известные группы астероидов: атоны и аполлоны.
Если астероид пересекает орбиту Земли, то это ещё не значит, что он может с ней столкнуться. Земля-кроссер астероид может вовсе не пересекать земную орбиту. Это кажущееся противоречие разрешается очень просто. Дело в том, что многие астероиды имеют очень большой наклон орбиты, поэтому они могут приближаться к Солнцу даже ближе, чем Земля, и при этом не пересекать её орбиту.
Астероиды, достаточно крупные, чтобы при падении нанести большой ущерб данному региону или всей планете, для которых существует вероятность падения на Землю классифицируются как Потенциально опасные объекты (ПОО). Сюда относятся астероиды, которые пересекают орбиту Земли на минимальном расстоянии (en:Minimum Orbital Intersection Distance (MOID)) менее <0,05 а. е. и имеют абсолютную звёздную величину от 22 и менее (чем меньше звёздная величина, тем ярче объект). Система ПОО призвана заменить систему ECA (Земля-кроссер астероид), от которой решено было отказаться в последние годы. Ранее в системе ECA требовалось проводить расчёт орбитальных параметров для астероидов на тысячелетия вперёд, с учётом всех возможных гравитационных воздействий, под которые он попадёт, чтобы оценить вероятность его столкновения с Землёй, но такая система была признана непрактичной и от неё отказались.
Малое MOID ещё не является гарантией столкновения. Гравитационные возмущения, которые действуют на астероид, когда он проходит рядом со сколько-нибудь крупным объектом, а также столкновения с другими астероидами могут существенно изменить его орбиту. Например, астероид (99942) Апофис в 2029 году приблизится к Земле на расстояние, по некоторым оценкам, соответствующее орбитам геостационарных спутников. При этом под действием гравитации нашей планеты он неминуемо изменит свою траекторию, в результате чего в 2036 году он может подойти к Земле ещё ближе. Из-за неточности исходных данных, более точно предсказать траекторию движения Апофиса пока невозможно, так как влияние такого большого тела как Земля может очень сильно исказить орбиту астероида.
Астероид (3753) Круитни также пересекает орбиту Земли. Примечательно, что он имеет тот же период обращения вокруг Солнца, что и Земля.

## Список астероидов
Астероиды, которые входят в орбиту Земли снаружи (внешний грейзер), отмечены знаком †.
- (1566) Икар
- (1620) Географ
- (1685) Торо
- (1862) Аполлон
- (1863) Антиной
- (1864) Дедал
- (1865) Цербер
- (1866) Сизиф
- (1981) Мидас
- (2062) Атон
- (2063) Бахус
- (2100) Ра-Шалом
- (2101) Адонис
- (2102) Тантал
- (2135) Аристей
- (2201) Ольято
- (2212) Гефест
- (2329) Орф
- (2340) Хатхор
- (3103) Эгер
- (3200) Фаэтон
- (3360) Сиринга
- (3361) Орфей
- (3362) Хуфу
- (3554) Амон
- (3671) Дионис †
- (3752) Камилло †
- (3753) Круитни
- (3838) Эпона
- (4015) Вильсон-Харрингтон †
- (4034) Вишну
- (4179) Таутатис
- (4183) Куно
- (4197) 1982 TA
- (4257) Убасти
- (4341) Посейдон
- (4450) Пан
- (4486) Митра
- (4544) Ксанф
- (4581) Асклепий
- (4660) Нерей
- (4769) Касталия
- (4953) 1990 MU
- (5011) Птах
- (5131) 1990 BG
- (5143) Геракл
- (5189) 1990 UQ
- (5381) Сехмет
- (5496) 1973 NA
- (5590) 1990 VA
- (5604) 1992 FE
- (5645) 1990 SP
- (5660) 1974 MA
- (5693) 1993 EA
- (5731) Зевс
- (5786) Талос
- (5828) 1991 AM
- (6037) 1988 EG
- (6047) 1991 TB1
- (6053) 1993 BW3 †
- (6063) Ясон
- (6239) Минос
- (6455) 1992 HE
- (6489) Голевка †
- (6611) 1993 VW
- (7025) 1993 QA †
- (7092) Кадм
- (7335) 1989 JA
- (7341) 1991 VK
- (7350) 1993 VA
- (7482) 1994 PC1
- (7753) 1988 XB
- (7822) 1991 CS
- (7888) 1993 UC
- (7889) 1994 LX
- (8014) 1990 MF
- (8035) 1992 TB
- (8176) 1991 WA
- (8201) 1994 AH2
- (8507) 1991 CB1
- (8566) 1996 EN
- (9058) 1992 JB †
- (9162) Квиила
- (9202) 1993 PB
- (9856) 1991 EE
- (10115) 1992 SK
- (10145) 1994 CK1
- (10165) 1995 BL2
- (10563) Иждубар
- (10636) 1998 QK56
- (11066) Сигурд
- (11311) Пелей †
- (11405) 1999 CV3
- (11500) Томайёвит
- (11885) Сумман
- (12538) 1998 OH
- (12711) Тукмит
- (12923) Зефир †
- (13651) 1997 BR
- (14827) Гипнос
- (16816) 1997 UF9
- (16834) 1997 WU22
- (16960) 1998 QS52
- (17181) 1999 UM3
- (17182) 1999 VU
- (17188) 1999 WC2
- (17511) 1992 QN
- (20236) 1998 BZ7
- (20425) 1998 VD35
- (20429) 1998 YN1
- (20826) 2000 UV13
- (22099) 2000 EX106
- (22753) 1998 WT
- (22771) 1999 CU3
- (23187) 2000 PN9
- (24443) 2000 OG
- (24445) 2000 PM8 †
- (24761) Ахау
- (25143) Итокава
- (25330) 1999 KV4
- (26379) 1999 HZ1
- (26663) 2000 XK47
- (27002) 1998 DV9 †
- (29075) 1950 DA
- (30825) 1990 TG1
- (30997) 1995 UO5
- (31662) 1999 HP11
- (31669) 1999 JT6
- (33342) 1998 WT24
- (35107) 1991 VH
- (35396) 1997 XF11
- (35670) 1998 SU27
- (36236) 1999 VV
- (36284) 2000 DM8
- (37638) 1993 VB
- (37655) Ильяпа
- (38086) Беовульф
- (38239) 1999 OR3
- (40267) 1999 GJ4
- (41429) 2000 GE2
- (42286) 2001 TN41
- (52340) 1992 SY †
- (52750) 1998 KK17
- (52760) 1998 ML14
- (52762) 1998 MT24
- (53319) 1999 JM8
- (53409) 1999 LU7
- (53426) 1999 SL5
- (53429) 1999 TF5
- (53550) 2000 BF19
- (53789) 2000 ED104 †
- (54509) YORP
- (55408) 2001 TC2
- (55532) 2001 WG2
- (65679) 1989 UQ
- (65690) 1991 DG
- (65717) 1993 BX3 †
- (65733) 1993 PC
- (65803) Дидим †
- (65909) 1998 FH12
- (66008) 1998 QH2
- (66063) 1998 RO1
- (66146) 1998 TU3
- (66253) 1999 GT3
- (66391) 1999 KW4
- (66400) 1999 LT7
- (67381) 2000 OL8
- (67399) 2000 PJ6
- (68216) 2001 CV26
- (68267) 2001 EA16
- (68346) 2001 KZ66
- (68347) 2001 KB67
- (68348) 2001 LO7
- (68372) 2001 PM9
- (68548) 2001 XR31
- (68950) 2002 QF15
- (69230) Гермес
- (85182) 1991 AQ
- (85236) 1993 KH
- (85585) Мьёльнир
- (85640) 1998 OX4
- (85713) 1998 SS49
- (85770) 1998 UP1
- (85774) 1998 UT18
- (85818) 1998 XM4
- (85938) 1999 DJ4
- (85953) 1999 FK21
- (85989) 1999 JD6
- (85990) 1999 JV6
- (86039) 1999 NC43
- (86450) 2000 CK33
- (86666) 2000 FL10
- (86667) 2000 FO10
- (86819) 2000 GK137 †
- (86829) 2000 GR146
- (86878) 2000 HD24
- (87024) 2000 JS66
- (87025) 2000 JT66
- (87309) 2000 QP
- (87311) 2000 QJ1
- (87684) 2000 SY2
- (88213) 2001 AF2
- (88254) 2001 FM129
- (88710) 2001 SL9
- (88959) 2001 TZ44
- (89136) 2001 US16 †
- (89958) 2002 LY45
- (89959) 2002 NT7
- (90075) 2002 VU94
- (90147) 2002 YK14 †
- (90367) 2003 LC5
- (90403) 2003 YE45
- (90416) 2003 YK118
- (99942) Апофис
- (136617) 1994 CC
- (137052) Тьельвар
- (310442) 2000 CH59
- 2010 EC46 †
- 2010 WC9
- 2012 UW158
- 2013 YD48
- 2015 EG
- 2016 AZ8
- 2016 NF23
- 2017 MC4
- 2017 QL33
- 2017 UJ2
- 2017 VR12
- 2017 YE5
- 2018 AH12
- 2018 AJ
- 2018 BD
- 2018 CB
- 2018 DV1
- 2018 FB
- 2018 GE3
- 2018 GG
- 2018 KW1
- 2018 SC
- 2018 SM
- 2018 SP1
- 2018 TV
- 2019 EA2
- 2019 GC6
- 2020 BX12